# 杜家镇
杜家镇是中国黑龙江省哈尔滨市五常市下辖的一个镇，位于五常市南部。

## 行政区划
现辖：
杜家村、半截河村、长兴村、曙光村、开发村、复兴村、七一村、四方地村、先锋村、幸福村、永联村和郑兴村。

## 交通
哈吉铁路过境。